# Hỗ trợ Phát triển Chính thức
Hỗ trợ Phát triển Chính thức (hay ODA, viết tắt của cụm từ Official Development Assistance), là một hình thức đầu tư nước ngoài. Gọi là Hỗ trợ bởi vì các khoản đầu tư này thường là các khoản cho vay không lãi suất hoặc lãi suất thấp với thời gian vay dài. Gọi là Phát triển vì mục tiêu danh nghĩa của các khoản đầu tư này là phát triển kinh tế và nâng cao phúc lợi ở nước được đầu tư. Gọi là Chính thức, vì nó thường là cho Nhà nước vay.
Số liệu năm 2004 của OECD cho biết lượng vốn ODA cung cấp bởi một số nước phát triển:
| Nước      | Vốn (triệu USD) | % thay đổi hằng năm | % GNI |
| --------- | --------------- | ------------------- | ----- |
| Hoa Kỳ    | 19000           | 16,4                | 0,16  |
| Nhật Bản  | 8900            | -0,2                | 0,19  |
| Pháp      | 8500            | 16,8                | 0,42  |
| Anh Quốc  | 7800            | 24,7                | 0,36  |
| Đức       | 7500            | 10,5                | 0,28  |
| Hà Lan    | 4200            | 6,4                 | 0,74  |
| Thụy Điển | 2700            | 12,7                | 0,77  |

## Ưu điểm của ODA
- Lãi suất thấp (dưới 2%, trung bình từ 0.25%năm)
- Thời gian cho vay cũng như thời gian ân hạn dài (25-40 năm mới phải hoàn trả và thời gian ân hạn 8-10 năm)
- Trong nguồn vốn ODA luôn có một phần viện trợ không hoàn lại, thấp nhất là 25% của tổng số vốn ODA.

## Bất lợi khi nhận ODA
Các nước giàu khi viện trợ ODA đều gắn với những lợi ích và chiến lược như mở rộng thị trường, mở rộng hợp tác có lợi cho họ, đảm bảo mục tiêu về an ninh - quốc phòng hoặc theo đuổi mục tiêu chính trị... Vì vậy, họ đều có chính sách riêng hướng vào một số lĩnh vực mà họ quan tâm hay họ có lợi thế (những mục tiêu ưu tiên này thay đổi cùng với tình hình phát triển kinh tế - chính trị - xã hội trong nước, khu vực và trên thế giới).Ví dụ:
- Về kinh tế, nước tiếp nhận ODA phải chấp nhận dỡ bỏ dần hàng rào thuế quan bảo hộ các ngành công nghiệp non trẻ và bảng thuế xuất nhập khẩu hàng hoá của nước tài trợ. Nước tiếp nhận ODA cũng được yêu cầu từng bước mở cửa thị trường bảo hộ cho những danh mục hàng hoá mới của nước tài trợ; yêu cầu có những ưu đãi đối với các nhà đầu tư trực tiếp nước ngoài như cho phép họ đầu tư vào những lĩnh vực hạn chế, có khả năng sinh lời cao
- Nguồn vốn ODA từ các nước giàu cung cấp cho các nước nghèo cũng thường gắn với việc mua các sản phẩm từ các nước này mà không hoàn toàn phù hợp, thậm chí là không cần thiết đối với các nước nghèo. Ví như các dự án ODA trong lĩnh vực đào tạo, lập dự án và tư vấn kỹ thuật, phần trả cho các chuyên gia nước ngoài thường chiếm đến hơn 90% (bên nước tài trợ ODA thường yêu cầu trả lương cho các chuyên gia, cố vấn dự án của họ quá cao so với chi phí thực tế cần thuê chuyên gia như vậy trên thị trường lao động thế giới).
- Nguồn vốn viện trợ ODA còn được gắn với các điều khoản mậu dịch đặc biệt nhập khẩu tối đa các sản phẩm của họ. Cụ thể là nước cấp ODA buộc nước tiếp nhận ODA phải chấp nhận một khoản ODA là hàng hoá, dịch vụ do họ sản xuất.
- Nước tiếp nhận ODA tuy có toàn quyền quản lý sử dụng ODA nhưng thông thường, các danh mục dự án ODA cũng phải có sự thoả thuận, đồng ý của nước viện trợ, dù không trực tiếp điều hành dự án nhưng họ có thể tham gia gián tiếp dưới hình thức nhà thầu hoặc hỗ trợ chuyên gia.
- Tác động của yếu tố tỷ giá hối đoái có thể làm cho giá trị vốn ODA phải hoàn lại tăng lên.

Ngoài ra, tình trạng thất thoát, lãng phí; xây dựng chiến lược, quy hoạch thu hút và sử dụng vốn ODA vào các lĩnh vực chưa hợp lý; trình độ quản lý thấp, thiếu kinh nghiệm trong quá trình tiếp nhận cũng như xử lý, điều hành dự án... khiến cho hiệu quả và chất lượng các công trình đầu tư bằng nguồn vốn này còn thấp... có thể đẩy nước tiếp nhận ODA vào tình trạng nợ nần.